# Jean-Philippe Moreaux
Pour les articles homonymes, voir Moreaux.
Jean-Philippe Moreaux est un chef décorateur français, membre de l'ADC.

## Biographie
Après un diplôme de créateur concepteur en création industrielle obtenu en 1998, il commence sa carrière comme assistant, avant de se lancer comme chef décorateur.

## Filmographie (sélection)
- 2007 : Eden Log de Franck Vestiel
- 2007 : Chrysalis de Julien Leclercq
- 2008 : Khamsa de Karim Dridi
- 2010 : Ça commence par la fin de Michaël Cohen
- 2011 : Une folle envie de Bernard Jeanjean
- 2011 : L'Assaut de Julien Leclercq
- 2012 : Nos plus belles vacances de Philippe Lellouche
- 2013 : Gibraltar de Julien Leclercq
- 2014 : La French de Cédric Jimenez
- 2015 : Robin des bois, la véritable histoire d'Anthony Marciano
- 2015 : Un homme idéal de Yann Gozlan
- 2017 : Santa et Cie d'Alain Chabat
- 2017 : Gangsterdam de Romain Levy
- 2017 : HHhH de Cédric Jimenez
- 2023 : Une affaire d'honneur de Vincent Perez
- 2024 : L'Amour ouf de Gilles Lellouche

## Distinctions

### Nominations
- César 2015 : meilleurs décors pour La French
- César 2025 : meilleurs décors pour L'Amour ouf